# هیپسیستارها

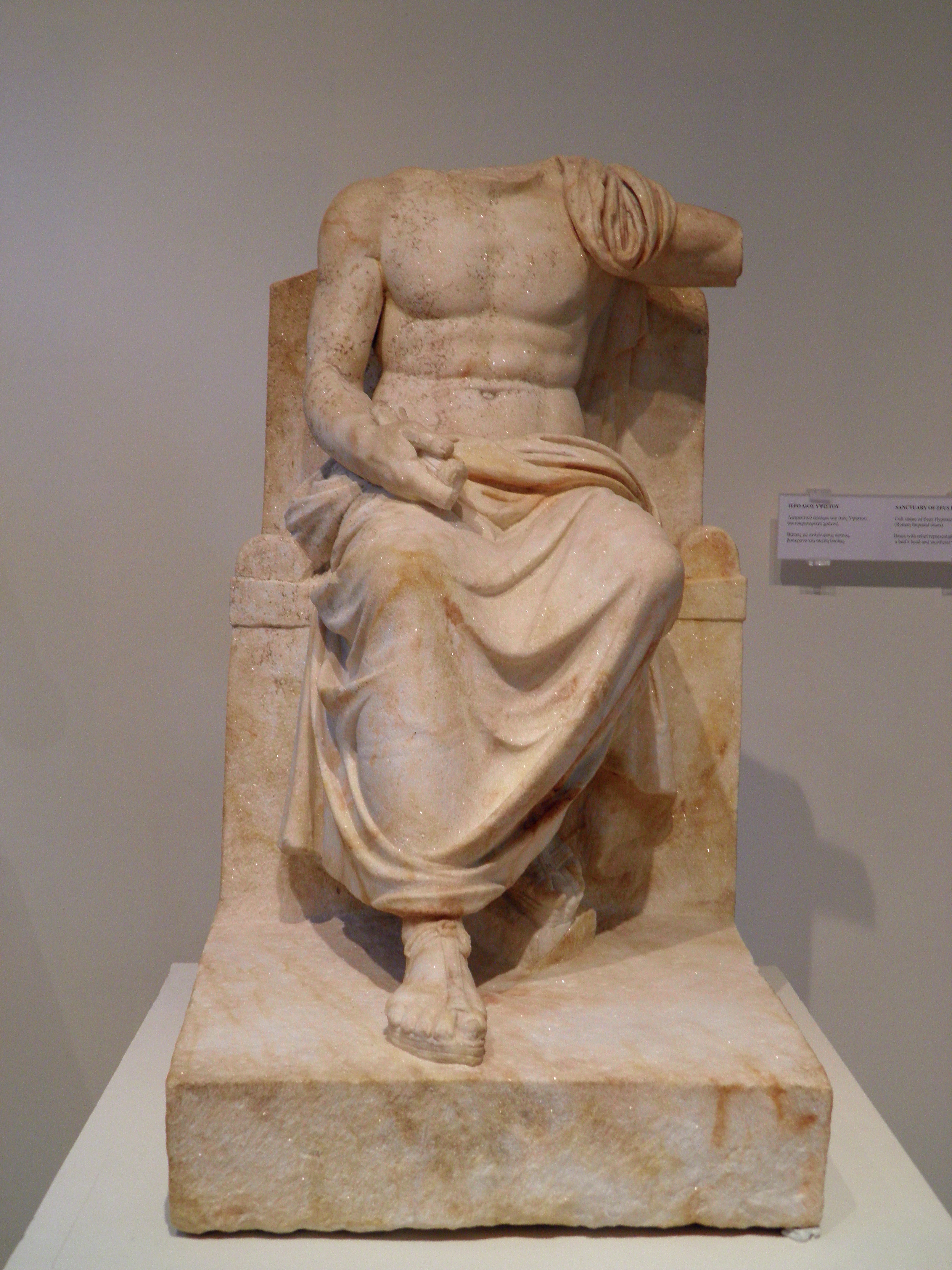
مجسمه فرقه زئوس هیپسیستوس، از پناهگاه زئوس هیپسیستوس، زمان امپراتوری روم، موزه باستان شناسی، دیون.

هیپسیستارها یا فرقه تئوس هیپسیستوس (یونانی: Ὕψιστος) یعنی پرستندگان هیپسیستوس (زبان یونانی: Ὕψιστος، خدای «برترین»)، گروهی مذهبی بودند که به خدای متعالی اعتقاد داشتند. تجدید نظرهای بعدی این دین یونانی به سمت توحید تنظیم شد زیرا در بین مردم بیشتر مورد توجه قرار گرفت.
این اصطلاح برای اولین بار در نوشته‌های گریگوری نازیانزنوس (Orat. xviii، ۵) و گریگوری نیسا (برخلاف Eunom. ii)، حدود ۳۷۴ پس از میلاد دیده می‌شود. این اصطلاح به مجموعه ای از کتیبه‌هایی مربوط می‌شود که مربوط به حدود ۱۰۰ پس از میلاد تا حدود ۴۰۰ پس از میلاد است، عمدتاً نذری‌های کوچک. اما همچنین شامل محراب‌ها و سنگ نگاره‌هایی است که به تئوس هیپسیستوس، یا گاهی به سادگی هیپسیستوس، عمدتاً در مسیحیت اولیه کاپادوکیه، بیتینی و پنتوس و سواحل دریای سیاه یافت می‌شود که امروزه بخشی از روسیه هستند.
برخی از محققان مدرن این گروه یا گروه‌ها را با ترسایان ذکر شده در اعمال رسولان، غیریهودی (جنتیل) با یهودیت معبد دوم می‌شناسند.

## فرقه تئوس هیپسیستوس، نمونه ای از توحید پاگانی
استیون میچل در پاسخ به منتقدان مقاله او در سال ۱۹۹۹ در مورد «فرقه تئوس هیپسیستوس»، نه تنها دیدگاه خود را مبنی بر اینکه این فرقه نوعی پرستش «توحیدی پاگانی» (Pagan Monotheism) جدا از یهودیت و مسیحیت در جهان روم و روم متأخر بود، بیان می‌کند، بلکه اسناد جدیدی را برای نشان دادن گسترش این فرقه از سراسر حوزه مدیترانه شرقی، در اطراف، دریای سیاه، در مصر، و خاور نزدیک باستان اضافه می‌کند. این فرقه شاید بهترین شواهد را برای «یکتاپرستی پاگانیسم» به عنوان یک دین ارائه دهد. با این حال مشکلات همچنان باقی است. آیا این وقف کنندگان به این خدا به خدایان یا الهه‌های دیگر نیز وقفی تقدیم کرده‌اند؟ آ مقاله میچل با این بیان به پایان می‌رسد: «ما نمی‌توانیم کیش [تئوس هیپسیستوس] را یکتاپرستانه بنامیم به معنایی کاملاً انحصاری که در مورد یهودیت و مسیحیت باستان به کار می‌رود، بلکه شامل یک سری مناسک و اعمال منسجم و صریح است. که مبتنی بر اعتقاد به خدای یکتا و متعالی بود که نمی‌توانست به شکل انسانی نمایش داده شود» (ص ۱۹۷). اذعان به اینکه تئوس هیپسیستوس دقیقاً شبیه سایر ادیان توحیدی نیست، همان‌طور که میچل به درستی استدلال می‌کند، به این معنا نیست که عناصر توحید را نمی‌توان در آن و در دیگر فرقه‌های پاگانیسم یافت. اما این عدم انحصار، امکان ادعای اینکه توحید پاگانیسم نیز دارای عناصر شرک است را باز می‌کند.